# Рейштокеме
Рейштокеме (пол. Rejsztokiemie) — деревня в Сейненском повете Подляского воеводства Польши. Входит в состав гмины Пуньск. По данным переписи 2011 года, в деревне проживал 101 человек.

## География
Деревня расположена на северо-востоке Польши, к востоку от реки Марыха, на расстоянии приблизительно 12 километров к северо-западу от города Сейны, административного центра повета. Абсолютная высота — 157 метров над уровнем моря. К западу от Рейштокеме проходит региональная автодорога 651.

## История
В конце XVIII века деревня входила в состав Гродненского повета Трокского воеводства Великого княжества Литовского.

В 1888 году в Рейштокеме проживало 389 человек. В этноконфессиональном отношении большинство население деревни составляли литовцы-католики (370 человек), остальные —поляки-католики. В административном отношении деревня входила в состав гмины Сейвы Сувалкского уезда Сувалкской губернии.

В период с 1975 по 1998 годы населённый пункт являлся частью Сувалкского воеводства.